# Aeródromo Catalina
Aeródromo Catalina är en flygplats i Chile.   Den ligger i provinsen Provincia de Magallanes och regionen Región de Magallanes y de la Antártica Chilena, i den södra delen av landet, 2 200 km söder om huvudstaden Santiago de Chile. Aeródromo Catalina ligger 13 meter över havet.
Terrängen runt Aeródromo Catalina är varierad. Havet är nära Aeródromo Catalina åt sydost. Närmaste större samhälle är Punta Arenas, 3,0 km sydväst om Aeródromo Catalina.
Runt Aeródromo Catalina är det i huvudsak tätbebyggt.